# San Juan (Murcia)
San Juan es un barrio de la ciudad de Murcia (Región de Murcia, España), situado en pleno de centro de la capital. En sus orígenes se trataba de un arrabal de la ciudad medieval, denominado rabal de San Juan o San Juan del Real. Actualmente pertenece al distrito "Centro-Este" junto a los barrios de Santa Eulalia, San Lorenzo, San Bartolomé y La Catedral. 

## Historia
El origen del barrio de San Juan se encuentra en el primer asentamiento de población castellana del que se tiene constancia en la ciudad. 
En 1243, en virtud del tratado de Alcaraz, la ciudad y su reino se declararon vasallos de Castilla en forma de protectorado, entregándose el Alcázar Mayor de Murcia al infante Alfonso (futuro Alfonso X), mientras la medina amurallada (junto al arrabal de la Arrixaca) se mantuvo como núcleo musulmán autónomo. Es por esto que la nueva población cristiana comenzó a asentarse en un área extramuros que los musulmanes denominaban Axerca, entre el meandro que el río Segura hacía a esa altura y el referido Alcázar, donde ya en el año 1248 aparece documentada la iglesia de San Juan, siendo entregada a los caballeros de la orden del mismo nombre.
En 1257, el ya rey Alfonso X de Castilla concedió la constitución de un Concejo para el autogobierno de este nuevo arrabal, que entonces se denominó como Murcia la nueva. Este concejo fue el primer paso en el progresivo dominio cristiano sobre la Murcia musulmana. 
En 1266, tras la intervención de Jaime I de Aragón para sofocar la revuelta mudéjar (que según la tradición acampó con sus tropas en este arrabal), la creación de un nuevo Concejo en los interiores de la ciudad y el traslado de la población cristiana a la medina ralentizó las posibilidades de un mayor desarrollo urbano del área, aunque el arrabal, ahora llamado rabal de San Juan, no se llegó a deshabitar al atestiguarse la pervivencia de la parroquia de San Juan del Real en 1272 y 1285.

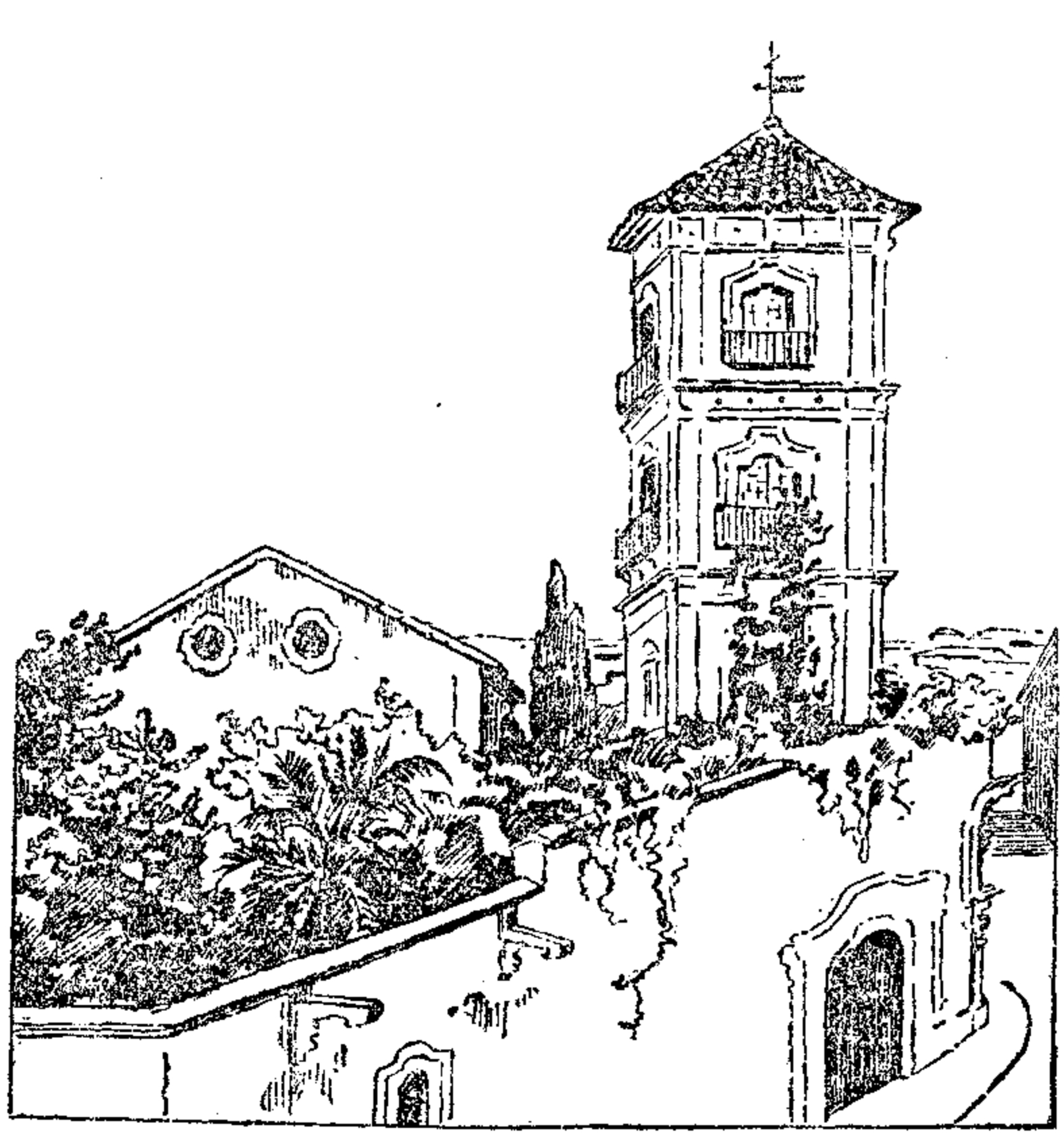
Edificios en el barrio en una ilustración de un artículo de 1903

Según los historiadores, en torno al siglo XVI-XVII el barrio estaba compuesto por pequeñas casas y huertos de gran tamaño. El Segura, muy próximo, inundaba la zona con sus cíclicas riadas, circunstancia que dificultó una mayor consolidación.
A partir del siglo XVII, coincidiendo con la caída de las murallas árabes y la realización de una corta en el río que desvió su curso del antiguo meandro, comenzó una nueva etapa caracterizada por un progresivo desarrollo urbanístico de la zona, que tuvo su auge a partir del siglo XVIII, momento en el que se realizó una nueva canalización urbana del Segura que llegaba hasta el barrio.
En el siglo XIX, San Juan comenzó a albergar a familias de alta posición social, como al conde de Floridablanca. Durante la primera mitad del siglo XX, distinguidos personajes y familias contribuyeron a la popularidad del barrio.
En la actualidad, el barrio está caracterizado por la presencia de familias de, sobre todo, clase media. Además, el barrio de San Juan alberga hoy día populares zonas de restaurantes, establecimientos y hoteles por lo que el barrio se mantiene como uno de los más transitados de la ciudad.